# 柳精のこころ歌・三昧
柳精のこころ歌・三昧（やなぎせいのこころうた・ざんまい）は、岐阜放送で土曜夕方に放送されているラジオ番組である。

## 概要
- 2007年4月7日放送開始。
- 2007年3月まで岐阜放送の長寿番組お昼のお好み歌謡曲を長年担当していた柳精が新しくメインを務めるワイド番組。
- 主に演歌・歌謡曲を中心に流すが、夕方時間帯のため、ニュースなども放送する。

## 放送時間
- ナイターイン期
  - 毎週土曜日　16:30～17:55(JST)
- ナイターオフ期
  - 毎週土曜日　16:30～18:00(JST)

## パーソナリティ
- 柳精

## 主なコーナー
- トヨタミュージックドライブ（16:45ごろ）
  - トヨタ自動車提供、音楽コーナー
- ニュース（17:00ごろ）
  - 全国ニュース・県内のニュースを放送する。

## その他
- 平日同様、東京発のニュース（ウィークエンドネットワークなど）はネットしない。